# Norwegische Meisterschaften im Biathlon 2023
Die Norwegischen Meisterschaften im Biathlon 2023 fanden am 11. März 2023 im Ullsheim Skistadion von Markane sowie zwischen dem 24. und 26. März 2023 in Alta im Kaiskuru skianlegg (Skigebiet Kaiskuru) statt.
Neben den nationalen Meisterschaften fanden am Wochenende auch die finalen Rennen der norwegischen Wettkampfserie im Biathlon (Norgescup) statt.

## Männer

### Sprint (10 km)
| Platz | Starter               | Zeit        | Schießfehler |
| ----- | --------------------- | ----------- | ------------ |
| 1     | Sverre Dahlen Aspenes | 26:41,1 min | 0+0          |
| 2     | Vetle Paulsen         | +23,8       | 0+0          |
| 3     | Johannes Thingnes Bø  | +36,1       | 0+1          |
| 4     | Martin Uldal          | +40,2       | 1+1          |
| 5     | Martin Femsteinevik   | +59,6       | 0+0          |
| 6     | Sturla Holm Lægreid   | +1:15,0     | 1+1          |
| 7     | Isak Frey             | +1:18,0     | 0+0          |
| 8     | Johan-Olav Botn       | +1:24,2     | 2+0          |
| 9     | Vebjørn Sørum         | +1:25,7     | 1+1          |
| 10    | Martin Nevland        | +1:31,1     | 1+1          |

Start: 24. März 2023

### Massenstart (15 km)
| Platz | Starter                    | Zeit        | Schießfehler |
| ----- | -------------------------- | ----------- | ------------ |
| 1     | Johannes Thingnes Bø       | 38:03,5 min | 0+0+0+0      |
| 2     | Sverre Dahlen Aspenes      | +33,7       | 0+1+1+0      |
| 3     | Vetle Sjåstad Christiansen | +37,8       | 1+1+1+0      |
| 4     | Espen Uldal                | +40,7       | 1+0+0+0      |
| 5     | Sturla Holm Lægreid        | +57,6       | 0+1+1+0      |
| 6     | Johannes Dale              | +1:08,8     | 0+0+2+1      |
| 7     | Vetle Paulsen              | +1:16,3     | 0+0+1+1      |
| 8     | Eirik Gerhardsen           | +1:17,6     | 0+0+0+0      |
| 9     | Endre Strømsheim           | +1:18,5     | 2+2+0+1      |
| 10    | Jørgen Sæter               | +1:20,5     | 0+0+0+0      |

Start: 25. März 2023

### Staffel (4 × 7,5 km)
| Platz | Starter                                                                                 | Region              | Zeit        |
| ----- | --------------------------------------------------------------------------------------- | ------------------- | ----------- |
| 1     | Endre Strømsheim Isak Frey Johannes Dale Sturla Holm Lægreid                            | Oslo og Akershus 1  | 1:19:17,5 h |
| 2     | Aleksander Fjeld Andersen Filip Fjeld Andersen Vetle Paulsen Vetle Sjåstad Christiansen | Buskerud 1          | +36,2       |
| 3     | Håvard Gutubø Bogetveit Simon Kirkeeide Johan-Olav Botn Johannes Thingnes Bø            | Sogn og Fjordane 1  | +1:19,8     |
| 4     | Sindre Pettersen Aksel Aasbø Fredrik Qvist Bucher-Johannessen Fredrik Grusd             | Oslo og Akershus 2  | +2:10,9     |
| 5     | Andreas Aas Espen Uldal Martin Nevland Martin Uldal                                     | Agder og Rogaland 1 | +2:13,3     |
| 6     | Trym Gerhardsen Erlend Hauan Alexander Os Eirik Gerhardsen                              | Troms 1             | +2:58,6     |
| 7     | Håvard Galåen Martin Øyen Tøraasen Petter Austberg Bjørn Jørgen Sæter                   | Nord-Østerdal 1     | +3:43,5     |
| 8     | Herman Dramdal Borge Bendik Winsvold Mathias Skrede Martin Bjørndalen Mathisen          | Buskerud 2          | +4:01,2     |
| 9     | Harald Øygard Tobias Gigstad-Bergene Tobias Alm Vebjørn Sørum                           | Oppland 1           | +4:13,8     |
| 10    | Noah Lekhal Husnes Simen Aaberg Skar Edvart Røsholt Bakken Jørgen Brendengen Krogsæter  | Oslo og Akershus 3  | +4:15,2     |

Start: 26. März 2023

## Frauen

### Sprint (7,5 km)
| Platz | Starter                    | Zeit        | Schießfehler |
| ----- | -------------------------- | ----------- | ------------ |
| 1     | Maren Kirkeeide            | 22:47,1 min | 0+0          |
| 2     | Ingrid Landmark Tandrevold | +7,8        | 0+0          |
| 3     | Karoline Offigstad Knotten | +9,1        | 0+0          |
| 4     | Ida Lien                   | +22,2       | 0+1          |
| 5     | Marthe Kråkstad Johansen   | +28,9       | 0+0          |
| 6     | Eivor Melbybråten          | +36,3       | 0+0          |
| 7     | Emilie Ågheim Kalkenberg   | +36,9       | 1+0          |
| 8     | Jenny Enodd                | +40,2       | 1+0          |
| 9     | Lotte Lie                  | +49,3       | 0+1          |
| 10    | Tuva Aas Stræte            | +50,4       | 0+0          |

Start: 24. März 2023

### Massenstart (12,5 km)
| Platz | Starter                    | Zeit        | Schießfehler |
| ----- | -------------------------- | ----------- | ------------ |
| 1     | Marthe Kråkstad Johansen   | 38:32,8 min | 0+0+0+0      |
| 2     | Jenny Enodd                | +0,9        | 0+0+1+0      |
| 3     | Ingrid Landmark Tandrevold | +2,0        | 1+1+1+0      |
| 4     | Emilie Ågheim Kalkenberg   | +47,8       | 1+0+0+1      |
| 5     | Juni Arnekleiv             | +59,5       | 0+0+1+1      |
| 6     | Karoline Offigstad Knotten | +1:01,5     | 0+1+1+1      |
| 7     | Ida Lien                   | +1:02,2     | 0+1+1+1      |
| 8     | Anne De Besche             | +1:02,3     | 0+0+0+0      |
| 9     | Ragnhild Femsteinevik      | +1:21,3     | 0+0+0+2      |
| 10    | Lotte Lie                  | +1:36,7     | 2+0+1+0      |

Start: 25. März 2023

### Staffel (3 × 6 km)
| Platz | Starter                                                              | Region             | Zeit        |
| ----- | -------------------------------------------------------------------- | ------------------ | ----------- |
| 1     | Frida Dokken Ida Lien Tuva Aas Stræte                                | Buskerud 1         | 47:33,0 min |
| 2     | Anne De Besche Kristiane Rolstad Ingrid Landmark Tandrevold          | Oslo og Akershus 1 | +1:26,1     |
| 3     | Ragnhild Femsteinevik Malin Bergtun Une Christiane Tronerud Kvelvane | Hordaland 1        | +1:50,7     |
| 4     | Eline Grue Ane-Marie Berget Hareland Juni Arnekleiv                  | Nord-Østerdal 1    | +1:55,7     |
| 5     | Guro Ytterhus Jenny Enodd Kristine Hokseng Øien                      | Sør-Trøndelag 1    | +2:10,1     |
| 6     | Marit Øygard Oda Kolkinn Karoline Offigstad Knotten                  | Oppland 1          | +2:10,7     |
| 7     | Ann Kristin Aaland Gunn Kristi Stensaker Tvinnereim Maren Kirkeeide  | Sogn og Fjordane 1 | +2:59,4     |
| 8     | Mari Wetterhus Hedda Bolstad Linnea Winsvold                         | Buskerud 2         | +3:29,1     |
| 9     | Lotte Lie Marit Ishol Skogan Mari Grevskott                          | Nord-Trøndelag 1   | +3:44,6     |
| 10    | Hanna Børve Julie Tronerud Kvelvane Andrine Øverland Hatling         | Hordaland 2        | +5:45,0     |

Start: 26. März 2023

## Mixedstaffel
| Platz | Starter                                                                 | Region              | Zeit        |
| ----- | ----------------------------------------------------------------------- | ------------------- | ----------- |
| 1     | Maren Kirkeeide Simon Kirkeeide Johan-Olav Botn                         | Sogn og Fjordane 1  | 55:21,8 min |
| 2     | Mari Wetterhus Herman Dramdal Borge Vetle Paulsen                       | Buskerud 1          | +45,0       |
| 3     | Eline Grue Håvard Galåen Jørgen Sæter                                   | Nord-Østerdal 1     | +1:16,0     |
| 4     | Marit Øygard Tobias Alm Harald Øygard                                   | Oppland 1           | +1:34,2     |
| 5     | Anne De Besche Christian Qvist Bucher-Johannessen Truls Fjellheim Jorde | Oslo og Akershus 2  | +1:56,8     |
| 6     | Hedda Bolstad Bendik Winsvold Martin Bjørndalen Mathisen                | Buskerud 2          | +2:17,8     |
| 7     | Gunhild Viljugrein Stølen Fredrik Grusd Sindre Pettersen                | Oslo og Akershus 1  | +3:01,7     |
| 8     | Anja Fischer Adrian Fløttum Endre Blikra                                | Sør-Trøndelag 1     | +3:50,4     |
| 9     | Frida Dahl Sverre Dahlen Aspenes Albert Riseth                          | Buskerud 3          | +4:14,4     |
| 10    | Vilde Kverndal Veslegard Dag Sander Bjørndalen Mathias Skrede           | Agder og Rogaland 1 | +4:39,9     |

Start: 11. März 2023